# Spizixos canifrons
Spizixos canifrons é uma espécie de ave passeriformes da família Pycnonotidae.
Pode ser encontrada nos seguintes países: Bangladesh, China, Índia, Laos, Myanmar, Tailândia e Vietname.